# Țara Codrului

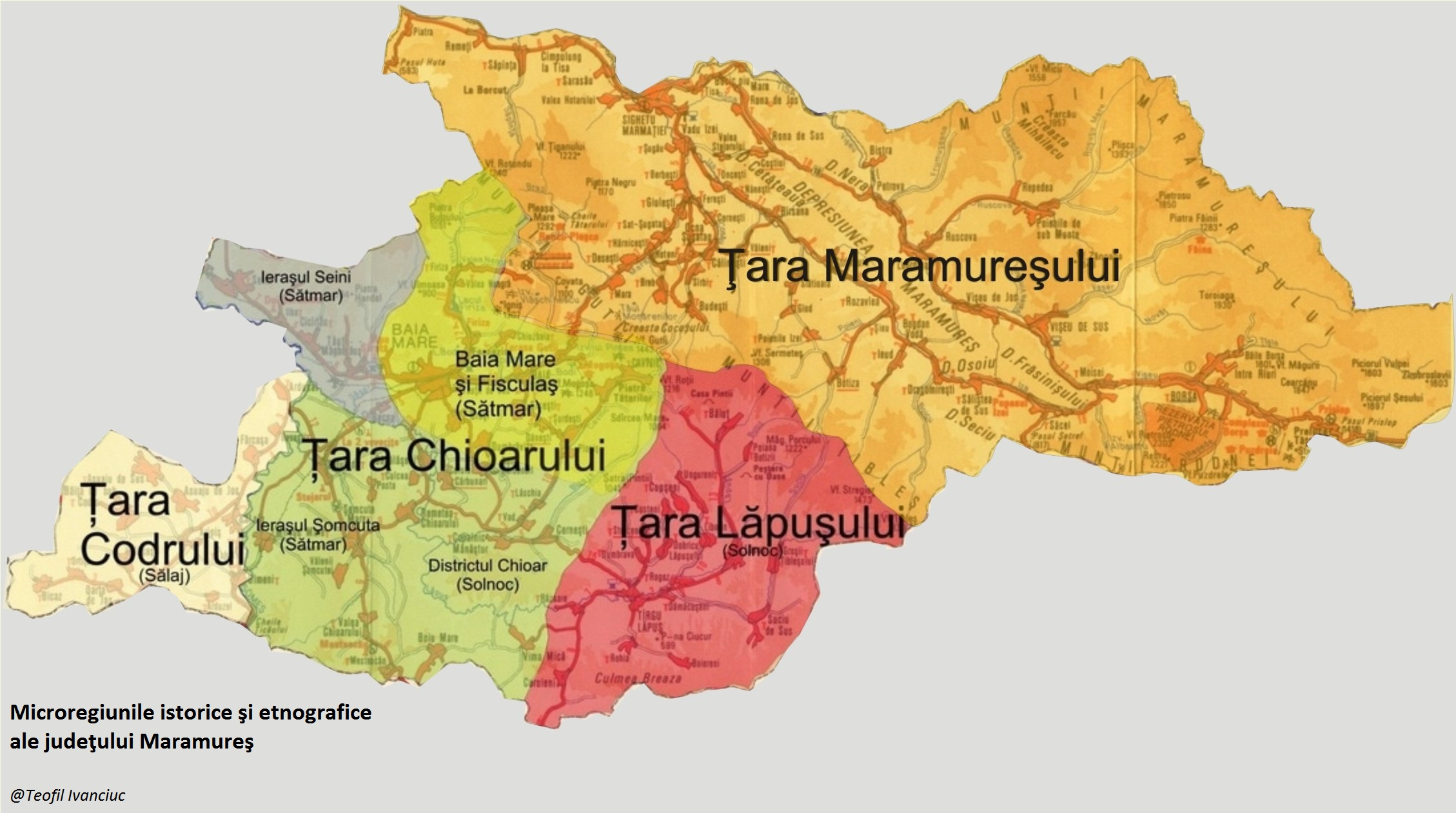
Țara Codrului între hotarele județului Maramureș

Țara Codrului este o regiune istorică din România, situată pe teritoriile județelor de azi Satu Mare, Maramureș și Sălaj.  Zona este situată în nord-vestul țării, de o parte și de alta a culmii Făgetului sau a Codrului, cum îi spun localnicii. Codrul este o zonă de dealuri, este alcătuită în majoritate de români, după cum indică chiar denumire latine: possessiones Valahales, villa ollachalis, etc.

## Istoric
Primele atestări scrise ale localităților din zona Codrului apar în secolul al XIII-lea: Supur la 1215, Ardusat, Crucișor, Tămaia, toate la 1231, Săcășeni la 1240, Hodișa în 1271, Iegheriște în 1272, Homorodul de Jos, Homorodul de Sus și Medișa în 1273, apoi în secolul al XIV-lea: Arduzel, Hodod în 1334, Giurtelec și Sălsig (pe atunci pe malul drept al Someșului) în 1378, Babța în 1383, Motiș și Șandra în 1387, Oarța de Jos, Ortița și Oarța de Sus (toate trei numite Trywarcha), Băsești, Urmeniș Asuajul de Jos și Asuajul de Sus în 1391, Bicău în 1395, iar în secolele al XV-lea și al XVI-lea mai sunt atestate încă 19 localități codrenești: Ulmeni la 1405, Stremț la 1410, Băița de sub Codru, Chelința, Mânău, Cehal și Corund la 1423, Odești, Săliște, Săuca, Socond, Soconzel, Stâna, Tămășești, Tohat la 1424, Bârsău de Jos, Bârsău de Sus la 1470, Solduba la 1475, Ariniș la 1543. În secolul al XVII-lea mai sunt menționate alte trei localități .